# Chenay (Deux-Sèvres)
Chenay é uma comuna francesa na região administrativa da Nova Aquitânia, no departamento de Deux-Sèvres. Estende-se por uma área de 21,7 km². Em 2010 a comuna tinha 457 habitantes (densidade: 21,1 hab./km²).